# 페이시스트라토스
페이시스트라토스(그리스어: Πεισίστρατος, Peisistratos)는 고대 아테네의 정치가로 쿠데타로 참주(僭主)가 된 뒤, 농업중심의 안정적인 정책을 폈으며 아테네 번영의 기반을 닦아 도시국가로서 아테네의 위상을 높였다.